# کاران (شهرستان کوگارچینسکی، باشقیرستان)
کاران (انگلیسی: Karan, Kugarchinsky District, Republic of Bashkortostan) یک شهرک در شهرستان کوگارچینسکی جمهوری باشقیرستان در کشور روسیه است.